# Loris Benito
Pour les articles homonymes, voir Benito.
Loris Benito est un footballeur international suisse né le 7 janvier 1992 à Aarau. Il joue au poste de défenseur latéral gauche au BSC Young Boys.

## Biographie
Loris Benito est né le 7 janvier 1992 à Aarau dans le Canton d'Argovie en Suisse.
Il est footballeur suisse et il joue au poste de latéral gauche.
Il détient aussi la nationalité espagnole.
Il est le neveu de Ivan Benito, lui aussi est un ancien footballeur qui jouait au poste de gardien de but.

### En Club

#### FC Aarau (2000-2012)
Il fait toute ses classes juniors au FC Aarau.
Il commence sa carrière professionnelle en 2009. Il joue son 1er match dans la ligue le 1er novembre 2009, grâce au coach de la première équipe d'Aarau Martin Andermatt.
Il restera au FC Aarau jusqu'en 2012.

#### FC Zurich (2012-2014)
Le 11 janvier 2012, il quitte le FC Aarau pour rejoindre le FC Zurich,.
Il reste 2 ans dans le club. Il gagne la Coupe de Suisse en 2014.
Le 29 mai 2014, il quitte le FC Zurich pour rejoindre le Benfica Lisbonne.

#### Benfica Lisbonne (2014-2015)
Il signe au Benfica Lisbonne en mai 2014.
Il a signé pour 5 saison soit jusqu'en 2019 mais il restera seulement 1 année (en 2015).
Il gagnera la Supercoupe du Portugal en 2014 et un championnat du Portugal en 2015.
Il quitte le club lisboète pour rejoindre le club de la capitale suisse Berner Sport Club Young Boys en Super League.

#### BSC Young Boys (2015-2019)
Le 23 juin 2015, il quitte le Benfica Lisbonne pour rejoindre le BSC Young Boys. Il a signé un contrat de 4 ans soit jusqu'en 2019,.
Il gagnera 2 fois le championnat suisse ceux de 2018 et 2019.
En 2019, son contrat n'est pas prolongé donc il quitte le club libre de tout contrat et il signe aux Girondins de Bordeaux.

#### Girondins de Bordeaux (2019-2021)
Libre de tout contrat, Loris Benito s'engage avec les Girondins de Bordeaux le 2 juillet 2019, il a signé un contrat de 3 ans.
Il inscrit son premier but avec Bordeaux lors d'une victoire 0-2 contre le Dijon FCO le 24 août 2019.
Le 31 août 2021, il résilie son contrat avec les Girondins de Bordeaux,.

#### FC Sion (2022)
Le 31 janvier 2022, il est engagé pour 1 an et demi soit jusqu’en juin 2023 au FC Sion,.
Il quitte le club en juillet 2022 pour retourner à Berne.

#### Retour au BSC Young Boys (depuis 2022)
Il quitte le FC Sion, en juillet 2022, pour retourner au BSC Young Boys, où il a signé un contrat de 3 ans,. Il remporte deux titres de champion de Super League, l'un en 2023 et l'autre en 2024 et la Coupe de Suisse la même saison (le 3e doublé du club) avec YB.
En septembre 2023, il se blesse au muscle de la cuisse, il manquera le prochain match.
En février 2024, il se blesse grièvement au genou droit (rupture du ligament croisé) durant un match contre le FC Lausanne-Sport ce qui le contraint à déclarer forfait pour le reste de la saison 2023-2024 à la suite de cette blessure il doit se faire opérer. En avril 2024, il entame sa rééducation.
En juillet 2024, à la suite du départ à la retraite du capitaine no 1 de l'équipe, Fabian Lustenberger, le nouveau coach d'YB, Patrick Rahmen, le nomme capitaine de l'équipe mais manquera les premiers matchs à cause de sa blessure au genou.

### En sélection
Il est appelé pour la première fois en équipe de Suisse à l’automne 2014, mais doit attendre le mois de novembre 2018 pour être à nouveau convoqué et disputer ses premières minutes sous le maillot suisse,.
En novembre 2023, il est rappelé en équipe nationale après deux ans d'absence à la suite de ses bonnes performances dans son club.

## Statistiques
| Saison                | Club                  | Championnat           | Championnat | Championnat | Coupe nationale | Coupe nationale | Coupe de la Ligue | Coupe de la Ligue | Compétition(s) continentale(s) | Compétition(s) continentale(s) | Compétition(s) continentale(s) | Suisse | Suisse | Total | Total |
| Saison                | Club                  | Division              | M.          | B.          | M.              | B.              | M.                | B.                | Comp.                          | M.                             | B.                             | M.     | B.     | M.    | B.    |
| 2009-2010             | FC Aarau              | Super League          | 7           | 0           | -               | -               | -                 | -                 | -                              | -                              | -                              | -      | -      | 7     | 0     |
| 2010-2011             | FC Aarau              | Challenge League      | 26          | 0           | 2               | 0               | -                 | -                 | -                              | -                              | -                              | -      | -      | 28    | 0     |
| 2011-2012             | FC Aarau              | Challenge League      | 13          | 2           | 2               | 0               | -                 | -                 | -                              | -                              | -                              | -      | -      | 15    | 2     |
| Sous-total            | Sous-total            | Sous-total            | 46          | 2           | 4               | 0               | -                 | -                 | -                              | -                              | -                              | -      | -      | 50    | 2     |
| 2011-2012             | FC Zurich             | Super League          | 2           | 0           | -               | -               | -                 | -                 | -                              | -                              | -                              | -      | -      | 2     | 0     |
| 2012-2013             | FC Zurich             | Super League          | 28          | 0           | 2               | 1               | -                 | -                 | -                              | -                              | -                              | -      | -      | 30    | 1     |
| 2013-2014             | FC Zurich             | Super League          | 28          | 0           | 2               | 0               | -                 | -                 | C3                             | 2                              | 0                              | -      | -      | 32    | 0     |
| Sous-total            | Sous-total            | Sous-total            | 58          | 0           | 4               | 1               | -                 | -                 | -                              | 2                              | 0                              | -      | -      | 64    | 1     |
| 2014-2015             | Benfica Lisbonne      | Liga NOS              | 2           | 0           | 2               | 0               | 1                 | 0                 | C1                             | 1                              | 0                              | -      | -      | 6     | 0     |
| Sous-total            | Sous-total            | Sous-total            | 2           | 0           | 2               | 0               | 1                 | 0                 | -                              | 1                              | 0                              | -      | -      | 6     | 0     |
| 2015-2016             | BSC Young Boys        | Super League          | 10          | 0           | 1               | 0               | -                 | -                 | C1                             | 1                              | 0                              | -      | -      | 12    | 0     |
| 2016-2017             | BSC Young Boys        | Super League          | 7           | 0           | -               | -               | -                 | -                 | C3                             | 2                              | 0                              | -      | -      | 9     | 0     |
| 2017-2018             | BSC Young Boys        | Super League          | 23          | 1           | 3               | 0               | -                 | -                 | C1+C3                          | 4+1                            | 0+0                            | -      | -      | 31    | 1     |
| 2018-2019             | BSC Young Boys        | Super League          | 31          | 1           | 3               | 0               | -                 | -                 | C1                             | 8                              | 0                              | 3      | 0      | 45    | 1     |
| Sous-total            | Sous-total            | Sous-total            | 71          | 2           | 7               | 0               | -                 | -                 | -                              | 16                             | 0                              | 3      | 0      | 97    | 2     |
| 2019-2020             | Girondins de Bordeaux | Ligue 1               | 23          | 1           | 2               | 0               | 2                 | 0                 | -                              | -                              | -                              | 2      | 1      | 29    | 2     |
| 2020-2021             | Girondins de Bordeaux | Ligue 1               | 31          | 0           | -               | -               | -                 | -                 | -                              | -                              | -                              | 8      | 0      | 39    | 0     |
| 2021-2022             | Girondins de Bordeaux | Ligue 1               | 1           | 0           | -               | -               | -                 | -                 | -                              | -                              | -                              | -      | -      | 1     | 0     |
| Sous-total            | Sous-total            | Sous-total            | 55          | 1           | 2               | 0               | 2                 | 0                 | -                              | -                              | -                              | 10     | 1      | 69    | 2     |
| 2021-2022             | FC Sion               | Super League          | 13          | 0           | -               | -               | -                 | -                 | -                              | -                              | -                              | -      | -      | 13    | 0     |
| Sous-total            | Sous-total            | Sous-total            | 13          | 0           | -               | -               | -                 | -                 | -                              | -                              | -                              | -      | -      | 13    | 0     |
| 2022-2023             | BSC Young Boys        | Super League          | 19          | 0           | 4               | 1               | -                 | -                 | C4                             | 4                              | 0                              | -      | -      | 27    | 1     |
| 2023-2024             | BSC Young Boys        | Super League          | 15          | 2           | 2               | 0               | -                 | -                 | C1                             | 7                              | 0                              | -      | -      | 24    | 2     |
| Sous-total            | Sous-total            | Sous-total            | 34          | 2           | 6               | 1               | -                 | -                 | -                              | 11                             | 0                              | -      | -      | 51    | 3     |
| Total sur la carrière | Total sur la carrière | Total sur la carrière | 279         | 7           | 25              | 2               | 3                 | 0                 | -                              | 30                             | 0                              | 13     | 1      | 350   | 10    |

## Palmarès
- FC Zurich (1)
  - Coupe de Suisse :
    - Vainqueur : 2014
- Benfica Lisbonne (2)
  - Supercoupe du Portugal
    - Vainqueur : 2014

  - Championnat du Portugal
    - Champion : 2015
- BSC Young Boys (4)
  - Championnat de Suisse :
    - Vice-champion : 2016 et 2017
    - Champion : 2018, 2019, 2023 et 2024

  - Coupe de Suisse (1)
    - Vainqueur : 2023